# Гнездычевская поселковая община
Гнездычевская поселковая общи́на (укр. Гніздичівська селищна громада) — территориальная община в Стрыйском районе Львовской области Украины.
Административный центр — посёлок Гнездычев.
Население составляет 7 220 человек. Площадь — 106 км².

## Населённые пункты
В состав общины входит 1 посёлок (Гнездычев) и 12 сёл:
- Анновцы
- Королёвка
- Ливчицы
- Покровцы
- Руда
- Воля-Облазницкая
- Дунаец
- Жировское
- Корнелевка
- Махлинец
- Новое Село
- Облазница